# Camptochaeta consimilis
Camptochaeta consimilis är en tvåvingeart som först beskrevs av Holmgren 1869.  Camptochaeta consimilis ingår i släktet Camptochaeta och familjen sorgmyggor.
Artens utbredningsområde är Norge. Inga underarter finns listade i Catalogue of Life.